# Deepwater River
Der Deepwater River ist ein Fluss im australischen Bundesstaat New South Wales.
Er entspringt im Butterleaf-Nationalpark nordwestlich von Glen Innes und fließt nach Westen zur Kleinstadt Deepwater am New England Highway. Dort wendet er seinen Lauf nach Norden und vereinigt sich westlich der Bluff River Nature Reserve mit dem Bluff River zum Mole River.